# 血型拼圖
《血型拼圖》（英語：Blood Work）是一部2002年上映的美国推理驚悚片，由克林·伊斯威特主演、制作并执导。该片还由傑夫·丹尼爾、旺达·德·耶稣（Wanda De Jesús）和安杰丽卡·休斯顿联合主演，故事改编自迈克尔·康奈利1998年出版的同名小说。
伊斯威特凭借此片在威尼斯电影节获得了未来电影节數位奖（Future Film Festival Digital Award）。

## 劇情
FBI特工特雷尔·麦卡勒布（Terrell "Terry" McCaleb，昵称特里）是一名资深罪犯側寫师，带领一支FBI和洛杉矶警察局联合组成的专案组追捕一名人称“代码杀手”（Code Killer）的连环杀手。此人留下挑衅信息给麦卡勒布。在最新案发现场接受记者采访时，麦卡勒布在人群中发现了疑似凶手的身影遂展开追捕，却因突发心脏病几近丧命。
两年后，已退休的麦卡勒布住在長灘的一艘名为“随浪逐流号”（Following Sea）的渔船上，他刚接受了一次心脏移植手术。这时，女服务员格拉谢拉·里弗斯（Graciella Rivers）找到了他，请求他调查姐姐格洛丽亚的谋杀案。格洛丽亚是在一次抢劫案中遇害，而麦卡勒布发现，移植到他体内的心脏正是格洛丽亚的。饱受幸存者内疚折磨的麦卡勒布答应帮助她。
不顾医生强烈反对，麦卡勒布还是私下展开了非法调查。在酗酒邻居贾斯帕·努恩（Jasper "Buddy" Noone，昵称巴迪）和旧同事洛杉矶郡警局侦探杰伊·温斯顿（Jaye Winston）的协助下，他查明凶手曾犯下另一宗谋杀案，并锁定了两名嫌疑人，但两人均先后死亡。最终，他意识到“代码杀手”正是巴迪。巴迪承认，他杀害格洛丽亚是为了确保麦卡勒布能存活下来。
巴迪表示，他要继续与麦卡勒布的“游戏”，并透露已绑架了格拉谢拉和她的外甥——格洛丽亚的儿子雷蒙德。麦卡勒布逼迫巴迪说出他们被困在海湾一艘废弃的海岸警卫队巡逻艇上。他成功营救了人质，并击毙了巴迪，而格拉谢拉则将巴迪的头按入水中，为姐姐复仇。在一切尘埃落定后，麦卡勒布与格拉谢拉开始了一段新关系，并带着她和雷蒙德出海。

## 演员
- 克林·伊斯威特 饰 特雷尔·“特里”·麦卡勒布
- 傑夫·丹尼爾 饰 贾斯帕·“巴迪”·努恩/代码杀手
- 安杰丽卡·休斯顿 饰 博妮·福克斯医生
- 旺达·德·耶稣（英语：Wanda De Jesus） 饰 格拉谢拉·里弗斯
- 蒂娜·利福德（英语：Tina Lifford） 饰 洛杉矶郡警局侦探杰伊·温斯顿
- 保罗·罗德里格斯（英语：Paul Rodriguez (actor)） 饰 洛杉矶警局侦探罗纳尔多·阿兰戈
- 迪倫·沃爾什 饰 洛杉矶警局侦探约翰·沃勒
- 里克·霍夫曼 饰 詹姆斯·洛克里奇
- 阿丽克斯·科罗姆兹（德语：Alix Koromzay） 饰 科黛尔夫人
- 伊戈尔·吉吉基内（英语：Igor Jijikine） 饰 米哈伊尔·波洛托夫
- 迪娜·伊斯特伍德（英语：Dina Eastwood） 饰 记者甲
- 贝弗利·利奇（英语：Beverly Leech） 饰 记者乙
- 玛丽亚·奎班（英语：Maria Quiban） 饰 格洛丽亚·托雷斯
- 布伦特·亨克利 饰 出租车司机

## 制作
《血型拼圖》于2002年春季在加利福尼亚州洛杉矶和長灘拍摄，共耗时38天。

## 评价
《血型拼圖》获得了褒贬不一的评价。根据爛番茄的数据，该片的评分为52%，评论认为这是“一部普通但制作尚可的惊悚片，但节奏拖沓”。不过，《纽约时报》的A.O.斯科特（A. O. Scott）写道，尽管这部电影与伊斯威特的许多作品相似，但“看着这位老将再次熟练地演绎熟悉的题材，仍有一种令人欣慰的感觉”。
该片的票房表现不佳，5000万美元的预算在全球仅收入3180万美元。